# Паладий (цезар)
Вижте пояснителната страница за други личности с името Паладий .
Паладий (на латински: Palladius; * 420; † началото на юни 455) е през пролетта на 455 г. цезар на западноримския император Петроний Максим.

## Биография
Паладий е син на Петроний Максим от негов предишен брак.
През втората половина на 430 г.Паладий е претор. След вземане на властта на 17 март 455 г. баща му го въздига за цезар и го жени за Евдокия, дъщеря на Валентиниан III и Лициния Евдоксия.
Понеже Евдокия е сгодена, още от тригодишна възраст, от 445 г. с вандалския принц Хунерик, баща му Гейзерик взема наложената женитба за повод да нападне Рим. Петроний Максим е убит с камъни от народа по време на бягството му на 31 май 455 г. След това няма сведения и за Паладий, който вероятно също е убит.